# Rok juliański
Rok juliański (symbol: a) – jednostka czasu używana w astronomii i innych naukach ścisłych. Średni czas trwania roku juliańskiego to 365,25 dnia (31 557 600 s). Jednostka ta jest średnią długością roku w kalendarzu juliańskim, który obowiązywał w Polsce do 1582 roku.